# George Morfogen
George Morfogen (The Bronx (New York), 30 maart 1933 - Manhattan (New York), 8 maart 2019) was een Amerikaans acteur en filmproducent.

## Biografie
Morfogen begon in 1972 met acteren in de film What's Up, Doc?. Hierna heeft hij nog meerdere rollen gespeeld in films en televisieseries maar hij is het meest bekend als Bob Rebadow in de televisieserie Oz  waarin hij in 55 afleveringen speelde (1997-2003). 
Morfogen is ook actief in het theater, zo heeft hij in onder andere gespeeld in Cymbeline, Uncle Bob, Fortune's Fool en A Man for All Seasons.
Hij was 51 jaar samen met zijn partner en overleed na vele jaren Ziekte van Parkinson.

## Filmografie

### Films
Selectie:
- 2014 She's Funny That Way - als Harold Fleet
- 1988 Illegally Yours – als rechter Norman Meckel
- 1981 They All Laughed – als Leon Leondopolous
- 1974 Daisy Miller – als Eugenio
- 1972 What's Up, Doc? – als hoofdober

### Televisieseries
Uitgezonderd eenmalige gastrollen.
- 2010 Damages – als Arthur Fink – 2 afl.
- 1997 – 2003 Oz – als Bob Rebadow – 55 afl.

### Filmproducent
- 1988 Illegally Your – film
- 1985 Mask – film
- 1981 They All Laughed – film
- 1979 Saint Jack – film

- Biblioteca Nacional de España: XX4940634
- Gemeinsame Normdatei: 1074442601
- International Standard Name Identifier: 0000 0003 8337 5109
- Library of Congress Control Number: no2006107403
- Virtual International Authority File: 268495213
- WorldCat: E39PBJwmYmjRdW4HmkhQv3pByd